# Adabana
 (avril 2022).
Adabana (adabana -徒花-) est un seinen manga écrit et dessiné par la dessinatrice japonaise NON. Il est pré-publié du 18 mars 2020 au 16 juin 2021 dans le Grand Jump, puis publié en volumes reliés par l'éditeur japonais Shūeisha. La version française est éditée par Kana à partir d'avril 2022.

## Synopsis
La tranquillité d'une petite ville japonaise, est brutalement perturbée par un meurtre. Le corps démembré d'une lycéenne du nom de Mako Igarashi est retrouvé près d'un lac. Bientôt, Mizuki Aikawa, élève au même lycée que la victime, revendique les faits auprès des forces de polices locales. Cependant, alors qu'elle relate les événements, le doute s'invite progressivement dans la tête de ses avocats.

## Manga
Le manga Adabana est publié du 18 mars 2020 au 16 juin 2021 dans le Grand Jump. Depuis, la série est éditée sous forme de volumes reliés par l'éditeur japonais Shūeisha et compte un total de 3 tomes,. La version française est publiée par Kana depuis le 1er avril 2022,.

### Liste des volumes
| no | Japonais        | Japonais          | Français         | Français          |
| no | Date de sortie  | ISBN              | Date de sortie   | ISBN              |
| --- | --------------- | ----------------- | ---------------- | ----------------- |
| 1 | 19 août 2020    | 978-4-08-891634-7 | 1er avril 2022   | 978-2-50-511380-5 |
| Liste des chapitres : - Chapitre 1 : L'aveu - Chapitre 2 : Le secret - Chapitre 3 : Peur - Chapitre 4 : Yûki Akatsuki - Chapitre 5 : Mizuki Aikawa - Chapitre 6 : Double face - Chapitre 7 : Meurtrière |                 |                   |                  |                   |
| 2 | 19 janvier 2021 | 978-4-08-891772-6 | 1er juillet 2022 | 978-2-50-511381-2 |
| 3 | 16 juillet 2021 | 978-4-08-892022-1 |                  |                   |